# Rochdi Talib
 (avril 2025).
Rochdi Talib, né le 9 juin 1963 à Casablanca, est un médecin réanimateur et entrepreneur marocain. Il est le fondateur et PDG du groupe privé de santé Akdital.

## Biographie
Rochdi Talib est né et a grandi à Casablanca, où il a développé un intérêt pour les sciences médicales.
Après avoir obtenu son doctorat en médecine au Maroc, il part en France pour se spécialiser en réanimation. À l’issue de ses études, il exerce comme médecin réanimateur avant de revenir au Maroc en 1996.

## Carrière

### Clinique Socrates
De retour dans son pays, Rochdi Talib fonde à Casablanca, avec huit associés, la clinique Socrates, qu’il dirige pendant treize ans tout en pratiquant la réanimation. Cette expérience lui permet d’identifier les limites du modèle des petites cliniques dépourvues de plateaux techniques complets, ce qui influence ensuite son approche dans le secteur de la santé privée.

### Clinique Jerrada
En 2009, Rochdi Talib ouvre à Casablanca la Clinique Jerrada, financée en grande partie par Hassan Akdim, son beau-père. L’établissement, doté initialement de 50 lits, est agrandi trois ans plus tard pour atteindre 100 lits. En 2014, un changement du plan d’aménagement urbain permet d’ajouter trois étages supplémentaires, augmentant ainsi sa capacité d’accueil.

### Clinique Jerrada Oasis
En 2011, il inaugure à Casablanca la Clinique Jerrada Oasis, un établissement pluridisciplinaire doté d’un plateau technique complet et proposant plusieurs spécialités médicales.

### Groupe Akdital
En 2017, il fonde le groupe Akdital, strusturé autour d'un modèle de holding et de filiales, ce qui permet une gestion plus moderne des établissements de santé. Le groupe propose différents services de santé, allant de la réanimation à la médecine générale. Depuis sa création, le groupe Akdital a ouvert de nombreux établissements dans les douze régions du Maroc, couvrant plusieurs spécialités médicalesa,.
En 2022, le groupe Akdital a été introduit en Bourse à Casablanca, levant 4,5 milliards de dirhams (environ 415 millions d’euros), ce qui en fait la plus importante opération financière du secteur de la santé privée au Maroc.